# Probotector
Probotector (USA: Contra, Japan: 魂斗羅) är ett arkadspel utvecklat av Konami, släppt 1987, i USA under namnet Contra. I spelet ska huvudpersonen eller huvudpersonerna, två kommandosoldater, slåss mot en mängd fiender, för att slutligen rädda världen från en rymdinvasion.
Spelet konverterades även till NES och MSX, och fick i dessa versioner av censurskäl byta namn till Probotector i Europa  och Australien, samtidigt som spelets huvudpersoner byttes ut från kommandosoldater (människor) till robotar.
Spelet fick ett antal uppföljare, den mest kända är troligen Super Probotector (Contra III) som släpptes till Super NES. Senare uppföljare har fått ha kvar namnet Contra även i Europa och Australien. En annan känd uppföljare är Super C.
Det finns även en mycket välkänd kod som släpptes tillsammans med Contra, som Konami använt i många av sina spel varför den blivit känd under namnet Konamikoden. Denna kod skapades av Kazuhisa Hashimoto under spelutvecklingen av Gradius. Koden gav spelaren 27 extra liv. Konamikoden är följande: Upp, upp, ner, ner, vänster, höger, vänster, höger, B, A, Start.